# Capri Sonne (ciclismo)
La Capri Sonne, già IJsboerke, era una squadra maschile belga di ciclismo su strada, attiva nel professionismo tra il 1973 e il 1982.
Sponsorizzata per otto stagioni dal marchio di gelati IJsboerke e poi per due da quello di succhi Capri Sonne, visse il miglior periodo di notorietà tra il 1978 e il 1982: durante il quinquennio partecipò a quattro Tour de France, conquistando la classifica a punti della corsa con Rudy Pevenage nel 1980, e vinse diverse classiche, tra cui una Liegi-Bastogne-Liegi con Dietrich Thurau, un Giro delle Fiandre con Walter Godefroot e una Freccia Vallone con Daniel Willems.

## Cronistoria

### Annuario
| Anno | Codice | Nome                  | Cat. | Biciclette  | Dirigenza                                         |
| ---- | ------ | --------------------- | ---- | ----------- | ------------------------------------------------- |
| 1973 | -      | IJsboerke-Bertin      | Pro  | Bertin      | Dir. sportivi: Jozef Janssens, Rik Van Looy       |
| 1974 | -      | IJsboerke-Colner      | Pro  | Colnago     | Dir. sportivi: Jozef Janssens, Rik Van Looy       |
| 1975 | -      | IJsboerke-Colner      | Pro  | Colnago     | Dir. sportivi: Jozef Janssens, Rik Van Looy       |
| 1976 | -      | IJsboerke-Colnago     | Pro  | Colnago     | Dir. sportivi: Jozef Janssens, Willy Jossart      |
| 1977 | -      | IJsboerke-Colnago     | Pro  | Colnago     | Dir. sportivi: Jozef Janssens, Willy Jossart      |
| 1978 | -      | IJsboerke-Gios        | Pro  | Gios        | Dir. sportivi: Jozef Janssens, Willy Jossart      |
| 1979 | -      | IJsboerke-Warncke Eis | Pro  | Gios        | Dir. sportivi: Jozef Janssens, Willy Jossart      |
| 1980 | -      | IJsboerke-Warncke Eis | Pro  | Koga Miyata | Dir. sportivi: Walter Godefroot, Willy Jossart    |
| 1981 | -      | Capri Sonne           | Pro  | Koga Miyata | Dir. sportivi: Walter Godefroot, Patrick Lefevere |
| 1982 | -      | Capri Sonne           | Pro  | Eddy Merckx | Dir. sportivi: Walter Godefroot, Patrick Lefevere |

## Palmarès

### Grandi Giri
- Giro d'Italia

Partecipazioni: 1 (1978)
Vittorie di tappa: 2
1978: 2 (2 Dietrich Thurau)
Vittorie finali: 0
Altre classifiche: 0
- Tour de France

Partecipazioni: 4 (1979, 1980, 1981, 1982)
Vittorie di tappa: 31
1979: 3 (Jacobs, Delcroix, Thurau)
1980: 3 (Pevenage, Peeters, Verschuere)
1981: 3 (2 Daniel Willems, Peter Winnen)
1982: 1 (Peter Winnen)
Vittorie finali: 0
Altre classifiche: 4
1980: Punti, Sprint (Pevenage), Combinata (Peeters)
1981: Giovani (Peter Winnen)
- Vuelta a España

Partecipazioni: 2 (1974, 1975)
Vittorie di tappa: 7
1974: 5 (3 Roger Swerts, 2 Rik Van Linden)
1975: 2 (Roger Swerts, Julien Stevens)
Vittorie finali: 0
Altre classifiche: 0

### Classiche monumento
- Giro delle Fiandre: 1

1978 (Walter Godefroot)
- Liegi-Bastogne-Liegi: 1

1979 (Dietrich Thurau)